# Wilsberg: Einer von uns

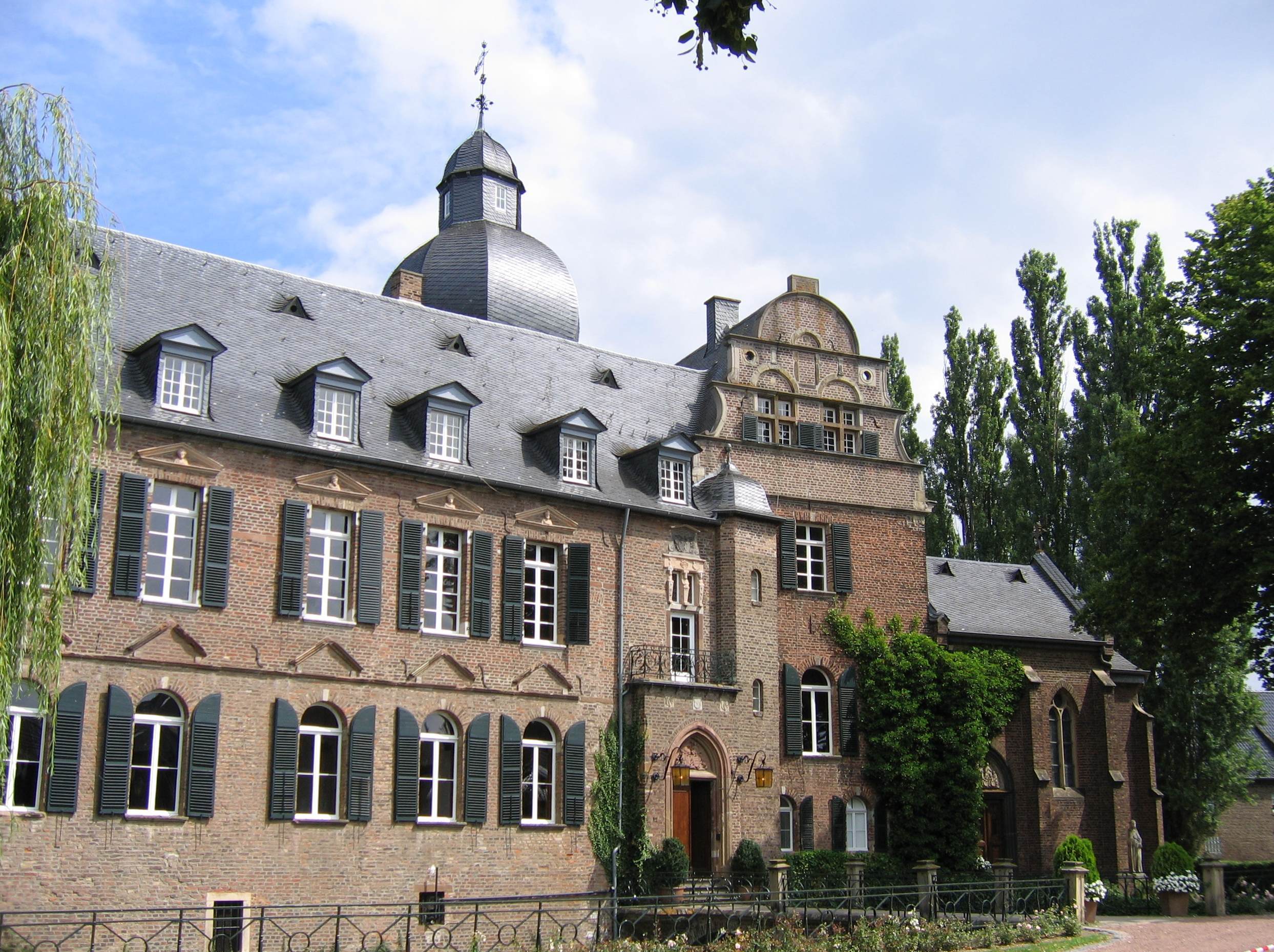
Hauptdrehort der Folge war das Wasserschloss Burg Bergerhausen.

Einer von uns ist die 73. Folge der Fernsehfilmreihe Wilsberg. Die Episode wurde am 11. Dezember 2021 erstmals im Samstagabendprogramm des ZDF ausgestrahlt.

## Handlung
Auf einem alten Wasserschloss treffen sich Mitglieder des Netzwerkclubs „Minerva“. Anwältin Tessa Tilker ist auf Sondereinladung eines Mitglieds dabei, Overbeck hält ein Referat und wird dabei durch eine Drohung auf seinem Bildschirm unterbrochen: Die dunklen Geheimnisse der Anwesenden würden offengelegt.
Am Tag darauf fehlt der Journalist Nielsen, einer der Teilnehmer. In der Nacht hat Tilker einen Schrei gehört und ruft Wilsberg und Ekki zu Hilfe, die sich zunächst als Wartungsdienst-Mitarbeiter verkleiden, aber schon bald offen als Privatdetektive ermitteln.
Von da an folgt die Geschichte einem ähnlichen Setting wie Mord im Orient-Express: Die Gruppe ist eingeschlossen, einer davon muss der Mörder sein, die Ermittler werden mit wechselnden Indizien und schrittweisen Enthüllungen genarrt. Lange ist nicht sicher, wem überhaupt vertraut werden kann. Das alte Schloss mit seinen verwinkelten Gängen und einem geheimen Treppenhaus bietet dazu das passende Ambiente. Overbeck fordert bei Anna Verstärkung an, sie erscheint sofort persönlich, hat die Situation aber auch nur schwer unter Kontrolle.
Kurz nach dem mysteriösen tödlichen Fenstersturz eines Teilnehmers wird nun auch Nielsens Leiche gefunden. Sie wird in Tilkers Zimmer entdeckt, offenbar zwecks Belastung dort platziert. Im Dachgeschoss findet sich eine Überwachungsanlage, jedes Zimmer des Schlosses ist von da aus überwachbar. So war der Täter den Ermittlern immer einen Schritt voraus.
Schließlich stellt sich heraus, dass Nielsen von Unternehmensberater Schilling im Affekt getötet worden war. Schilling hatte für Nielsens Kündigung gesorgt, doch Nielsen wusste von Schillings finsteren Geschäften, Unternehmen im Auftrag von deren Konkurrenten nachteilig zu beraten, und wollte ihn damit unter Druck setzen. Schilling hatte seinerseits Sophie Lowitz als Spießgesellin in der Hand, die, um in ihre Position zu gelangen, eine Kollegin in den Suizid gemobbt hatte. Tobias Eichholz „musste“ sterben, weil er Schilling beim Verstecken von Nielsens Leiche überrascht hatte.

## Hintergrund
Die Dreharbeiten von Oktober bis Dezember 2020 fanden wegen der Corona-Pandemie nicht in Münster und Köln, sondern unter strengen Auflagen und deutlich verschärften Hygienevorschriften sowie unter Ausschluss der Öffentlichkeit auf einem Wasserschloss statt (Burg Bergerhausen). Die Episode wurde parallel mit Ungebetene Gäste gedreht. Auch diese Folge spielt auf dem Wasserschloss.
Einer von uns ist die erste Episode mit Patricia Meeden als festem Ensemblemitglied. Als Anwältin Dr. Tessa Tilker tritt sie in die Fußstapfen von Ina Paule Klink alias Alex Holtkamp, was auch durch einen veränderten Vorspann zum Ausdruck gebracht wird. Bei Tilkers erstem Aufeinandertreffen mit Wilsberg und Ekki wird kurz erwähnt, dass Wilsberg und sie bereits in Folge 67, Wellenbrecher, auf Norderney miteinander zu tun hatten, wobei Wilsberg durchblicken lässt, dass er sie seinerzeit nicht sonderlich sympathisch fand. Das ist im Verlauf dieser Folge anders, an deren Ende deutlich wird, dass sich Georg, Ekki und Tessa angefreundet haben und fortan ein Team bilden. Auf das Ausscheiden der Figur Alex Holtkamp wird wie schon in der vorherigen Episode kein Bezug genommen.
Der Running Gag Bielefeld erscheint bei 1:05:58 von Anna Springer: Die Kollegen von der Verstärkung hätten sich verfahren und seien schon fast in Bielefeld.
Im Abspann läuft der Titel Call Me Irresponsible von Frank Sinatra.

## Rezeption

### Kritik
Tilmann P. Gangloff gibt dem Film bei tittelbach.tv insgesamt 4 von 6 Sternen. Der Drehbuchautor nutze den Handlungsrahmen, der „aus einem Roman von Agatha Christie stammen [könnte]“, geschickt, um eine typische „Wilsberg“-Geschichte zu erzählen. Er lobt die Kameraführung und Musik, die für die Handlung passend seien. Die Burg Bergerhausen, die als Filmkulisse diente, sei der perfekte Schauplatz gewesen. Gerade die Einheit von Zeit und Raum mache den Reiz der Geschichte aus und die moderat eingesetzten Horrorfilmelemente sorgten für „effektvolle Handlungshöhepunkte“, so Gangloff.

### Einschaltquote
Bei der Erstausstrahlung von Einer von uns am 11. Dezember 2021 im ZDF wurde der Film in Deutschland von 7,39 Millionen Zuschauern gesehen und erreichte einen Marktanteil von 24,7 Prozent.